# Survivalparel
De Survival Pearl, in het Nederlands "Overlevingsparel", is een bijzonder grote lavendelkleurige zoetwaterparel van 361.40 grein wat overeenkomt met 90.35 karaat of 18,07 gram.
De roze en bronskleurige barokparel heeft de vorm van een slak, is onregelmatig gevormd en meet 30,5 bij 25,2 bij 17,15 millimeter.
Het moet een zoetwatermossel in het bassin van de rivier de Ohio, anderen noemen de Tennessee, ongeveer 50 tot 70 jaar hebben gekost om een vreemd object zoals een parasitaire slak met zo'n dikke laag parelmoer te bedekken. De mossel moet tot een van de twintig in Amerikaanse wateren bekende soorten hebben behoord. Onder de meest voorkomende soorten telt men de Fusconaia ebena, Megalonaias nervosa, Potamilus alatus, Quadrula pustulosa, Elliptio crassidens, Quadrula quadrula, Amblema plicata, Tritogonia verrucosa en Ellipsaroa lineolata. 
De parel werd nooit in een sieraad verwerkt en behoorde tot de grote collectie van John Latendresse.